# Chiesa di San Michele alle Trombe
La chiesa di San Michele in Palco, poi chiamata anche San Michele alle Trombe o in Palchetto e infine chiesa di Sant'Elisabetta era una chiesa di Firenze un tempo situata tra via del Corso e via delle Oche.

## Storia e descrizione
La chiesa, molto antica, ha dato il nome alla piccola piazza Sant'Elisabetta e la torre della Pagliazza, ancora esistente, ne era il campanile. La prima menzione risale al 4 maggio 1141, quando una bolla di Innocenzo II cita l'edificio come pertinente della chiesa di Sant'Ambrogio e bisognoso di restauri. La primitiva dedica a san Michele Arcangelo farebbe comunque supporre una fondazione ben più antica, data la particolare venerazione verso questo santo dai nuclei longobardi in Italia nel VII secolo. Il Lami citò anche un documento del 1090, in cui si parla di un edificio di "San Michele" tenuto dalla chiesa di Sant'Ambrogio.
Tra il XII e il XIII secolo la chiesa viene elencata tra le 36 parrocchie della città. Non è chiaro perché venisse chiamata "in palchetto", forse perché rialzata rispetto al suolo, o forse perché vicina a qualche loggia o casamento dotato di un palco pubblico. Dopo il 1390 compare la dedica "delle Trombe", poiché entro la sua parrocchia (detta "popolo") risiedevano i trombettieri del comune. L'aspetto della chiesa doveva essere una semplice aula rettangolare, con la facciata verso ovest e una piazzetta antistante.
La chiesa nel 1517 passò ai padri della Visitazione e cambiò intestazione a Santa Maria della Visitazione e poi a Sant'Elisabetta, madre del Battista e patrona della compagnia. La chiesa venne restaurata nel 1729, ma sconsacrata nel 1785, all'epoca delle secolarizzazioni del Granduca Pietro Leopoldo e destinata ad altri usi, venendo assorbita in una cortina di abitazioni private, che distrussero gran parte della struttura originaria.
Negli anni '80 l'edificio, con l'attigua torre, è stato restaurato e destinato ad uso alberghiero. Restano alcune tracce della chiesa nella hall dell'albergo, come il fonte battesimale e qualche pittura.

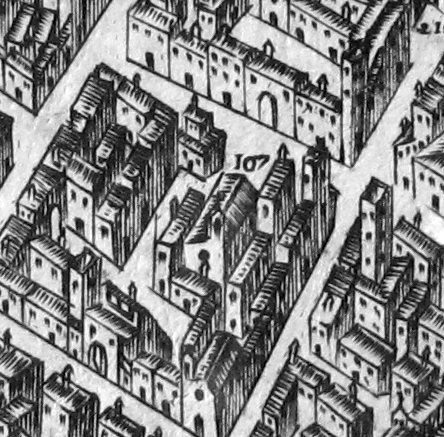
San Michele in Palco nella pianta del Buonsignori (1584)
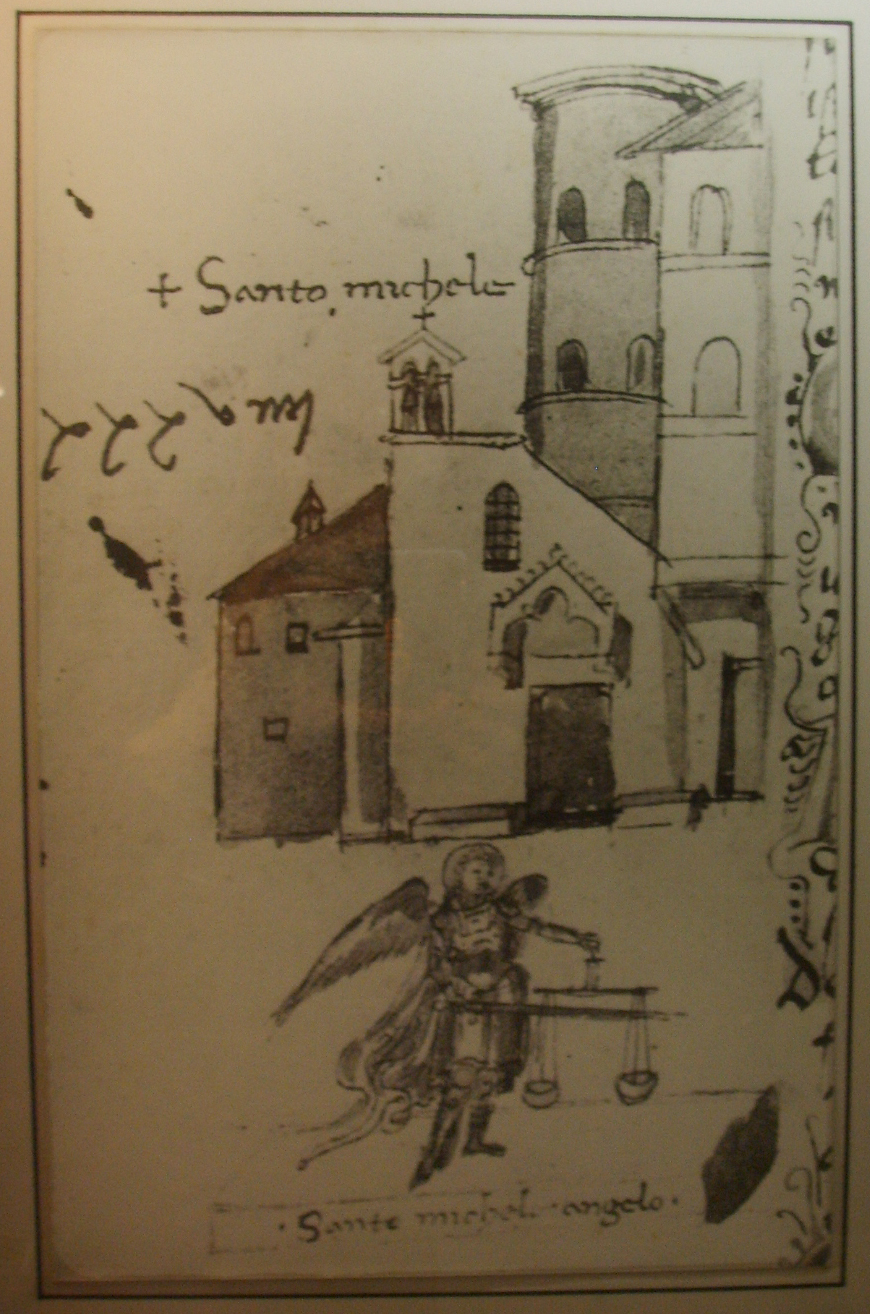
La chiesa di San Michele Arcangelo nel Codice Rustici

## Opere già in San Michele
- In facciata la chiesa aveva una lunetta con la Visitazione di Andrea della Robbia
- Mariotto Albertinelli, Visitazione, dall'altare maggiore, oggi agli Uffizi
- Una campana di antichissima origine aveva un'iscrizione con "TEMP LUD P P F APOL ME FECIT", sciolta degli studiosi come un riferimento a Ludovico il Pio.